# خوسه گارسیا (بازیکن فوتبال، زاده ۱۹۹۸)
خوسه گارسیا (اسپانیایی: José García‎؛ زادهٔ ۲۱ سپتامبر ۱۹۹۸) بازیکن فوتبال اهل هندوراس است.
از باشگاه‌هایی که در آن بازی کرده است می‌توان به باشگاه فوتبال دپورتیوو المپیا اشاره کرد.
وی همچنین در تیم‌های ملی فوتبال زیر ۲۳ سال هندوراس و هندوراس بازی کرده است.